# الحديقة الوطنية جرجرة
الحديقة الوطنية جرجرة أو الحظيرة الوطنية جرجرة (بالإنجليزية:Djurdjura National Park) هي محمية طبيعية تتواجد في جبال جرجرة في شمال الجزائر. تقع في المنحدر الشمالي لولاية تيزي وزو وجزء من المنحدر الجنوبي لولاية البويرة. وهي على مقربة من الحديقة الوطنية قورايا في ولاية بجاية.

## التأسيس
تأسست الحظيرة الوطنية جرجرة (18500هكتار) في عام 1983 لحمايتها من الاندثار لأنها من أجمل المناطق السياحية في الجزائر خاصة شتاء لأنها تثلج، وتكون القمم المرتفعة مليئة بالثلوج من سبتمبر إلى غاية ماي وكذلك تواجد مساحات غابية كثيفة والخوانق والوديان والبحيرات.

## الحيوانات التي تحتويها الحديقة
إن الحيوانات التي تحتوي عليها الحظيرة موجودة كلها تقريبا في التراب الوطني فهي بذلك متنوعة وغنية. ويوجد في أرجاء الحظيرة نوع من الطيور يعتبر طائر خاص بالجزائر هو كاسر الجوز القبائلي.

## تقديم الحديقة
أُنشأت الحظيرة الوطنية لجرجرة بموجب المرسوم الحكومي المؤرخ في 18/09/1992، تقع الحظيرة في شمال الجزائر على بعد 150 كم جنوب شرق العاصمة بالقرب من البحر المتوسط وهي بذلك تقع في سلسلة جبال جرجرة. يحدها شمالا البحر المتوسط وولاية بومرداس ومن الشرق ولاية بجاية ومن الغرب ولاية المدية ومن الجنوب محدودة بالمناطق الجنوبية لولاية البويرة. تتربع على مساحة قدرها 18550 هكتار.

## الموقع الجيولوجي والتضاريس
- تنتمي الحظيرة إلى الحزام القبائلي حيث نجدها محاطة من الشرق إلى الغرب بصخرتين كبيرتين صخر بلوري.التركيب مكون من الصخور المتحولة القديمة والرسوبية والتي تكونت من صخور الشيست.

كما تحتوي الحظيرة على تضاريس محطمة ذات انحدارات وعرة وهاوية وتلال عديدة بالإضافة إلى وجود أكوام من الأنقاض والحصى المترامية هنا وهناك.
يتراوح الارتفاع ما بين 1600م إلى 1800 م. أعلى قمة بها هي قمة لالة خديجة 2308 م. كما يوجد بها أعلى بحيرة في أفريقيا على ارتفاع 1667م بحيرة أكفادو بجبال تيكجدة.

## المناخ

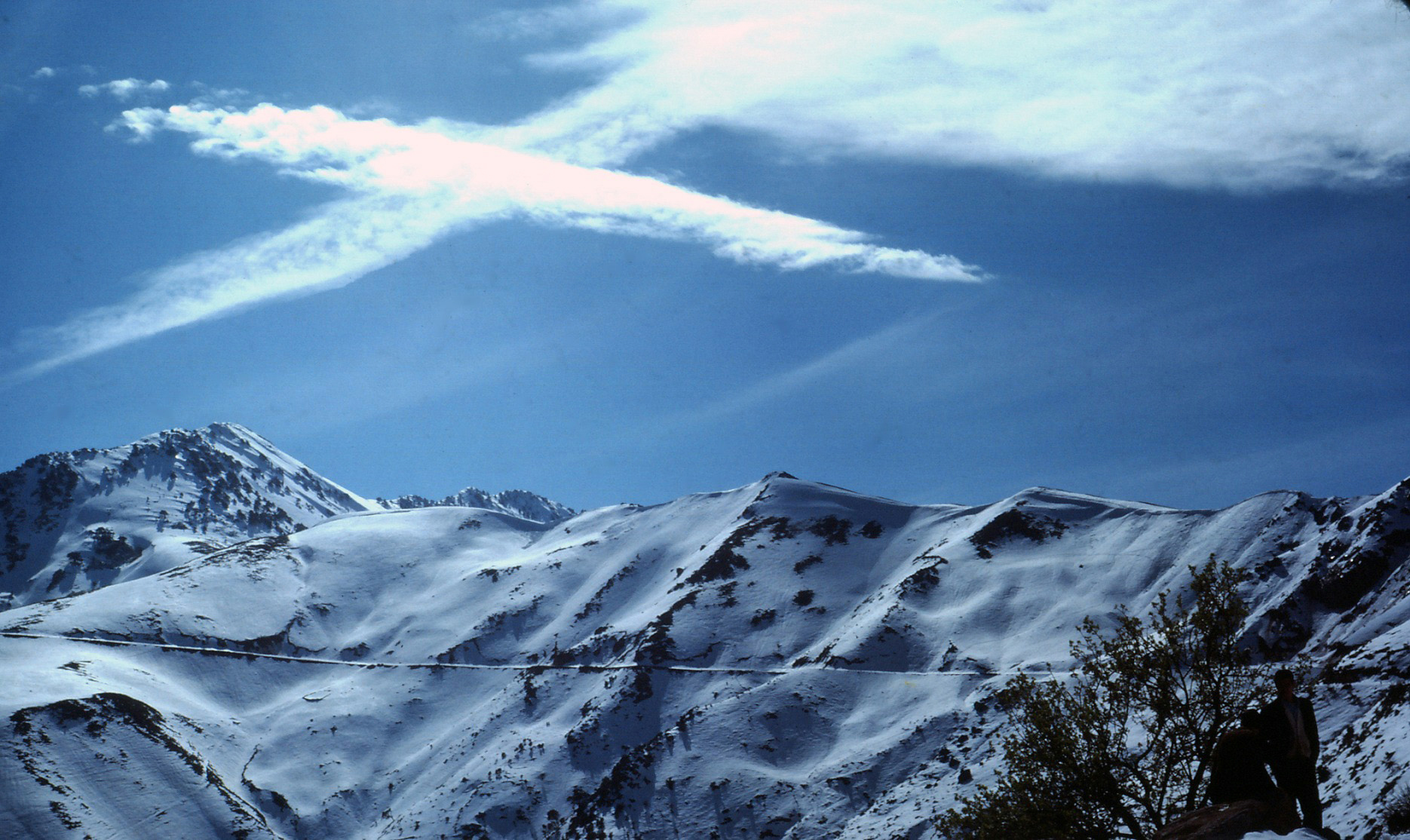
منظر قريب لتضاريس جبال جرجرة

- تنتمي الحظيرة إلى المنطقة الرطبة الجبلية ذات الشتاء البارد حيث تتراوح نسبة المطر السنوية ما بين 1200 إلى 1500 ملم كما تشهد الحظيرة فترة ثلجية تمتد من جانفي إلى مارس. وبالتالي تغطى المنطقة ببساط من الثلوج الذي يصل ارتفاعه إلى أكثر من مترين في بعض المناطق كما تشهد المنطقة أحيانا عواصف ثلجية عديدة.

أما في فصل الصيف فنجد أن درجات الحرارة معتدلة مقارنة بمناطق التراب الوطني الأخرى حيث نجد أن درجة الحرارة العليا تقدر بحوالي 32°م.أما الفصل الجاف فيكون ابتداء من شهر جوان إلى شهر سبتمبر كما يبدأ المناخ في التحول إلى الرطوبة ابتداء من شهر نوفمبر.

## النباتات

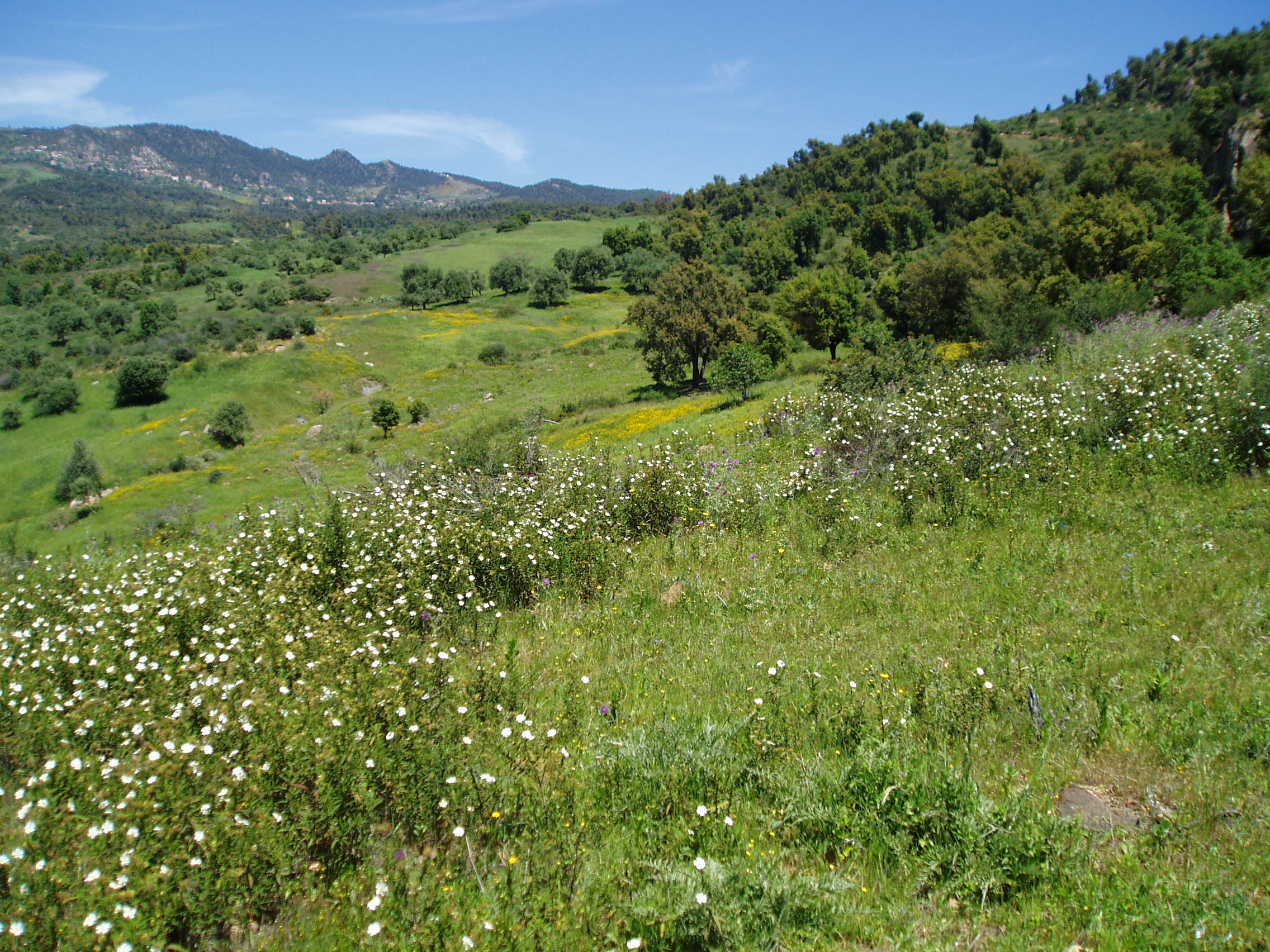
نباتات القبائل

- يوجد في الحظيرة غابتين متلاصقتين تيغوناتين وتيكجدة بالإضافة إلى باقي النباتات الأخرى ومن خلال الدراسات والبحوث التي أجريت على المنطقة نجد أن هناك ثلاث أنواع من النباتات:
  - الغابات : منها الخليطة بالأرز والبلوط وكذا البلوطيات الخضراء وغابة الأرز هذه الأنواع الثلاثة تتماشى مع الارتفاع حيث نجد أن البلوط الأخضر يبدأ بالظهور على ارتفاع 800-1600م فتظهر الغابات الخليطة على ارتفاع 1300-1900م.
  - المناطق المتدرجة : نجد أن الجزء الكبير من هذه المناطق تعرضت إلى الحرق في الفترة الاستعمارية تحتوي هذه الغابات على البلوط والأرز.
  - المرجة: هناك نوعان منها الجافة والرطبة في هذه الغابات نجد أصناف عديدة من الفواكه وكذا النباتات الشوكية وعلى العموم توجد في الحظيرة حوالي 1100 صنف 35 منها أصلية و70 منها نادرة و33 صنف محمي.

## الحيوانات

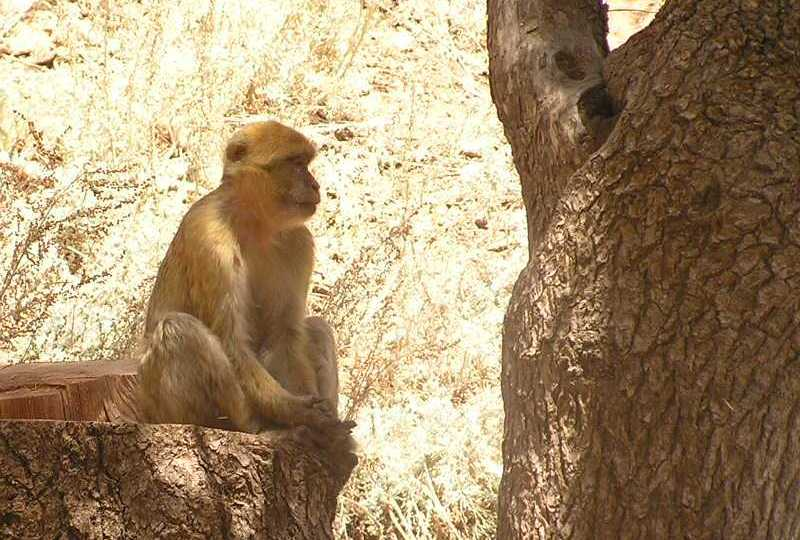

- إن الحيوانات التي تحتوي عليها الحظيرة موجودة كلها تقريبا في التراب الوطني فهي بذلك متنوعة وغنية حيث نجد الحيوانات اللاحمة مثل: الكلب، الثعلب الأحمر، الرباح وابن عرس أما الثدييات فنجد نوعين منها الضبع وهو نادر وكذلك الوشق بالإضافة إلى الخنزير وقرد الماقو والقنفذ والشيهم والجرذان السوداء ومن هنا نلاحظ أن هناك تنوع حيواني كبير حيث نجد حوالي 23 صنف من الثدييات 10 منها محمية وحوالي 122 من الكواسر والطيور من بينها الصقور والنسور والعصافير.

## المواقع والمناظر الطبيعية المتميزة
- تستقطب الحظيرة الكثير من الزوار نظرا لما تحتويه من مناظر خلابة ومن بين المناظر الأكثر زيارة نجد تيكجدة، تالة قيلاف، وكذا توفر الهياكل السياحية والنشاطات الترفيهية هي من بين العوامل التي جعلت من المنطقة موقعا سياحيا هاما وإلى جانب هذا نجد أن الحظيرة غنية بالتراث الثقافي والأعمال التقليدية كالحلي والفخار. ومن بين المواقع الأثرية نجد ما يلي:
  - كتلة حايزر : تحتوي هذه المنطقة على فندقين يتسعان لحوالي 600 سرير بالإضافة إلى وجود المستنقعات والمنابع وكذا أماكن التزلج.
  - كتلة اكوكر : يعتبر المكان الأعلى في جرجرة وتوجد فيه الأرزيات القديمة وكذا أشجار الصنوبر الأسود.
  - كتلة لالة خديجة : إذ تعتبر الكتلة الأعلى في جرجرة (2308م) ويعتبر هذا المكان قديم كما ينصح بزيارة مغارة إفري والتي نجد فيها مومياء تعود إلى القرن 14م.
- تعتبر الحظيرة مهدا للثورة الجزائرية بحيث يوجد بها مخابئ كثيرة للمجاهدين مثل مخبأ العقيد عميروش ولقد وجدت بقايا الطائرات الحربية الفرنسية التي أسقطها المجاهدون في المنطقة.
- ومن بين أعمال هيئة جرجرة هو حماية الحظيرة من الحرائق وتهديم المناطق الأثرية وكذا حماية الأشجار المهددة بالانقراض.
- تبلغ كثافة السكان في الحظيرة حوالي 300 نسمة /كلم² وتتميز المنطقة بنشاط اجتماعي واقتصادي كثيف حيث توجد قريتين داخل الحظيرة أما في حدودها فتوجد حوالي 63 قرية.